# إشتفان بالوف
إشتفان بالوف هو صحفي وقسيس وسياسي مجري، ولد في 30 مارس 1894 في Steierdorf ‏ في رومانيا، وتوفي في 20 يوليو 1976 في بودابست في المجر. نشط حزبياً في Independent Hungarian Democratic Party ‏. وقد انتخب عضو الجمعية الوطنية المجرية ‏ خلال فترته النيابية ‏ (4 نوفمبر 1945 – 8 يونيو 1951) وانتخب أب (1968 – ) وانتخب member of the Provisional National Assembly ‏ (16 ديسمبر 1944 – 3 نوفمبر 1945).